# 反罗明路线
反羅明路線發生在中華蘇維埃共和國，是當時中共中央局領導人博古為打擊毛澤東勢力而發起的一場政治運動。

## 起因
1932年7月，中共福建省委代理書記罗明随红军进攻漳州时因跌伤腰部在福音医院开刀治疗，而适遇毛泽东也在此养病。8月，羅明與毛澤東交流，並聽從毛泽东建議，与福建省委其他领导刘晓、张鼎丞、谭震林等人商议后羅作为省委特派员来到上杭、永定、龙岩开展游击战争。
1933年1月，在以博古为首的中共中央迁到中央苏区途中，途徑上杭白砂时，遇见中共福建临时省委书记罗明，並詢問羅為何來上杭。羅明表示自己是遵照毛澤東指示來到上杭開展游擊戰爭，而博古對羅明聽從毛澤東指示非常不滿。
1933年1月21日，罗明在连城新泉向省委写了一份《对工作的几点意见》，提出要坚持杭、永、岩地区的游击战争等意见。临时中央领导人拒绝，认为罗明是“右倾悲观”的“机会主义路线”。

## 批鬥
1933年1月底，羅明向福建省委写了一份《关于杭永岩情形给闽粤赣省委的报告》:
如果我们不懂得这一点……那就请我们最好的领袖毛主席、项主席、周恩来同志、任弼时同志，或者到苏联去请斯大林同志，或者请列宁复活，一齐到上、下溪南，或者到其他已受摧残的地方去对群众大演讲三天三夜，加强政治宣传，我想也不能彻底转变群众斗争的情绪……

报告被博古等人閱覽後，1933年2月15日，博古等中央局领导人把福建省委领导人刘晓、张鼎丞找到瑞金，随即作出《关于闽粤赣省委的决定》，宣布在党内开展反对以罗明为代表的机会主义路线的斗争，撤销罗明福建省委代理书记及省委驻杭、永、岩全权代表，成立新的省委，成立以陈寿昌、刘晓、钟友勋等人組成的临时常委。10天后，博古作了题为《拥护党的布尔什维克的进攻路线》的政治报告，在全党內開始展開反罗明路線運動。中共党中央的机关报《斗争》等刊物上，发表了《什么是罗明同志的机会主义路线》等文章。
隨後罗明被喊來瑞金，軟禁在中央局的一间房子內。博古要求羅明認錯，威脅要開除羅明黨籍，並暗示比博古職務更高的毛澤東也於寧都會議上被罷免軍權，但羅明拒絕認錯，此後羅明被不斷批鬥。反羅明路線運動扩大到整个中央苏区和各个苏区。一大批福建省领导人也遭到波及，张鼎丞、谭震林、郭滴人、刘晓、陈荣、游瑞轩、杨海如、霍步青、李坚贞、方方等人被撤职、调离和批判。

## 後續
罗明后来回忆此事，認為博古等人反对罗明路线，实际上是为了反对毛泽东。毛泽东在《七大工作方针》中也認為反罗明路线實質是在打擊自己。

## 另見
- 尋烏事件
- 邓、毛、谢、古事件